# Koen Verhoeff

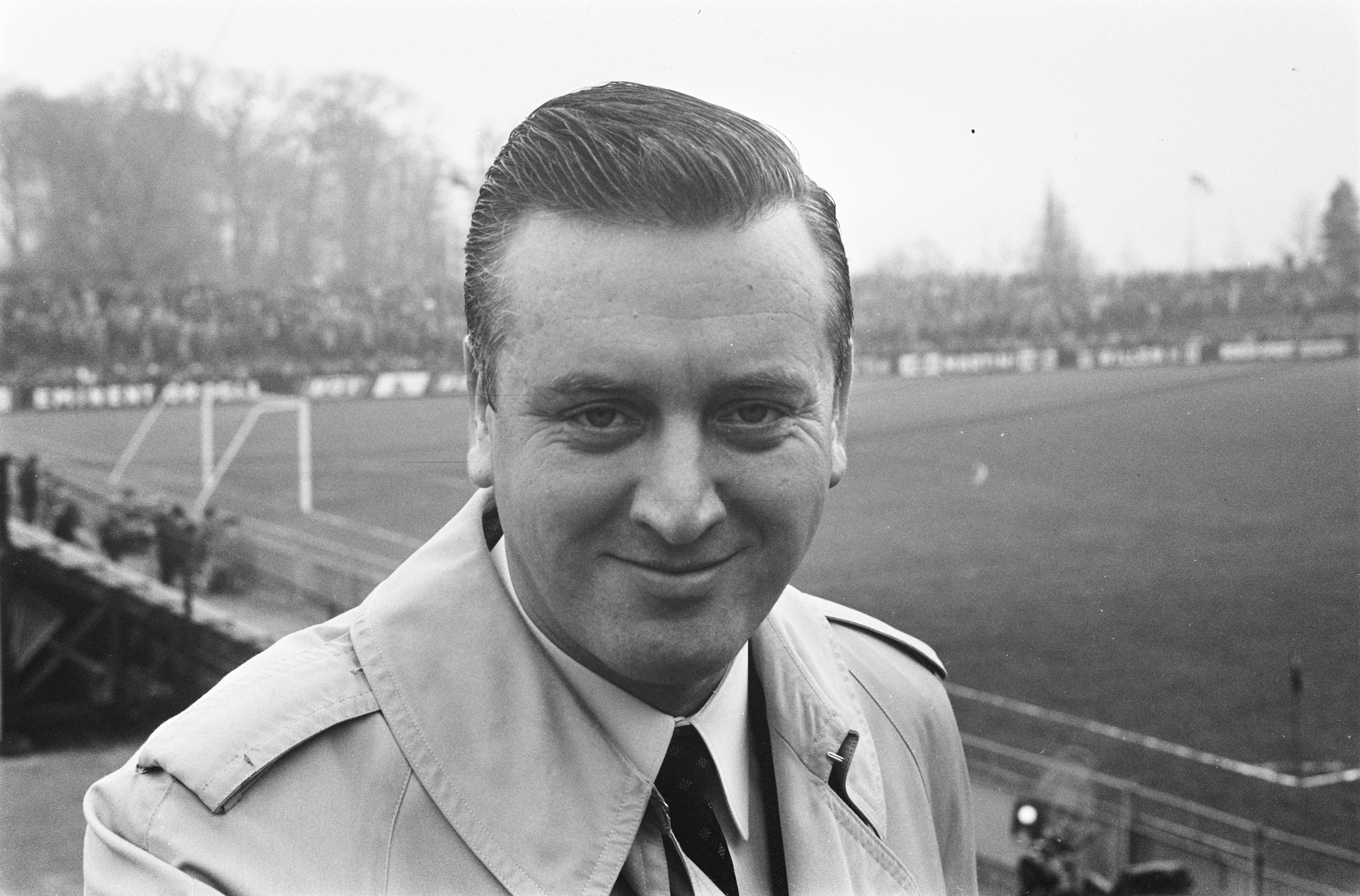
Koen Verhoeff in 1968

Koenraad Cornelis Verhoeff (Gouda, 29 november 1928 - Den Haag, 13 november 1989) was een Nederlands sportverslaggever.
Hij begon zijn carrière bij de televisie in 1960. Een jaar eerder was Sport in Beeld (het latere Studio Sport) begonnen. Op een advertentie voor sportcommentatoren reageerden 1000 mensen. Verhoeff werd met Bob Bremer als enige aangenomen. Hij was voornamelijk te horen als verslaggever bij het voetbal. In 1964 kwam hij in vaste dienst bij de AVRO waar hij samen met Bremer AVRO's Sportpanorama tot een succesvol programma maakte. In 1965 begon de AVRO met boksuitzendingen die door Verhoeff samen met Theo Huizenaar van commentaar werden voorzien. In 1969 stapte Verhoeff over naar de NTS, waar hij een van de bekendste verslaggevers was, samen met Herman Kuiphof. Hij versloeg veel bekend geworden wedstrijden van Ajax, Feyenoord en het Nederlands elftal.
Verhoeff was een enthousiaste commentator met een wat merkwaardig taalgebruik. Een typische Verhoeff-zin liep ongeveer zo: "Brouwersss... herstél, Quaarsss... En dát had een goal moeten zijn, naar wij dachten". Hij had nog meerdere andere stijlbloempjes, zoals "...deze bijzondere getalenteerde jongeman...", "..schitterende..", "liefhebbers van de sport", "Van Hanegemmmmm, ...naassssstttt", "goede pass, dachten wij zo", "deze goal wordt goedgekeurd door de Nederlandse Vereniging van Huisvrouwen". Zijn gebruik van klemtonen was opvallend. Zijn stemgeluid en woordkeus was zó markant dat nog jaren later in het programma Radio Tour de France verslaggever Leo Driessen commentaar leverde op het dagelijks gebeuren in de Tour in Verhoeffs typische stijl, als het typetje Ab Kaashoek.
Hij werkte daarna nog voor TROS Sport en stierf op bijna 61-jarige leeftijd in 1989. Hij werd begraven op Oud Eik en Duinen in Den Haag.